# Richard Chambers
Richard Chambers, född den 10 juni 1985 i Belfast i Storbritannien, är en brittisk roddare.
Han tog OS-silver i lättvikts-fyra utan styrman i samband med de olympiska roddtävlingarna 2012 i London.